# American Gangster (film)
American Gangster är en amerikansk film från 2007 skriven av Steven Zaillian och regisserad av Ridley Scott. I filmen medverkar Denzel Washington och Russell Crowe. Washington porträtterar Frank Lucas, en mycket högt uppsatt heroin-langare från Harlem. Historien är baserad på en verklig händelse, där Frank Lucas smugglade droger in i landet med flygplan, gömt i kistor med döda amerikanska soldater från Vietnamkriget. Inspelning skedde i New York. American Gangster släpptes i USA och Kanada den 2 november 2007.

## Handling
Filmen berättar den sanna historien om Frank Lucas (Denzel Washington), en småtjuv från Harlem som under 1970-talet tar sig upp genom gangsterhierarkin och skapar sig ett brottsimperium. Hans namn når kultstatus innan han slutligen stoppas av en ensam snut, vars enda drivkraft är att rensa gatorna från brott. Den hårdkokte snuten Richie Roberts (Russell Crowe) bestämmer sig dock för att hitta Lucas och få honom fälld. Roberts jakt på Lucas utvecklas till en hjärnornas kamp mellan två män på varsin sida om lagen.

## Skådespelare (urval)
| Denzel Washington | – Frank Lucas             |
| Russell Crowe     | – detektiv Richie Roberts |
| Chiwetel Ejiofor  | – Huey Lucas              |
| Josh Brolin       | – detektiv Trupo          |
| Ted Levine        | – kapten Lou Toback       |
| Ruby Dee          | – Mama Lucas              |
| RZA               | – Moses Jones             |
| Carla Gugino      | – Laurie Roberts          |
| Armand Assante    | – Dominic Cattano         |
| Cuba Gooding, Jr. | – Nicky Barnes            |
| Idris Elba        | – Tango                   |
| Common            | – Turner Lucas            |
| T.I.              | – Stevie Lucas            |

## Nomineringar
| År   | Pris   | Resultat               | Kategori         | Person                     |
| ---- | ------ | ---------------------- | ---------------- | -------------------------- |
| 2008 | Oscars | Nominerad              | Bästa scenografi | Arthur Max, Beth A. Rubino |
| 2008 | Oscars | Bästa kvinnliga biroll | Ruby Dee         |                            |